# Barbarzyńca w ogrodzie
Barbarzyńca w ogrodzie – zbiór esejów Zbigniewa Herberta, który ukazał się po raz pierwszy w 1962 roku nakładem wydawnictwa Czytelnik w Warszawie. Poświęcone są one kulturze i sztuce Włoch i Francji.

## Treść
Szkice powstały w efekcie podróży Herberta po Europie, którą odbył od maja 1958 do kwietnia 1960. Sam autor napisał: Książka, którą przekazuję Wydawnictwu, będzie zbiorem szkiców z Włoch i Francji. Poświęcone będą one głównie zagadnieniom sztuki, zwłaszcza okresom wcześniejszym, mniej znanym w Polsce. [...] W szkicach staram się połączyć informacje z bezpośrednim wrażeniem, uwzględniając także tło ludzkie, krajobraz, nastrój i kolor opisywanych miejsc. W słowie od autora, zamieszczonym na początku książki napisał natomiast: Czym jest ta książka w moim pojęciu? Zbiorem szkiców. Sprawozdaniem z podróży. Pierwsza podróż realna po miastach, muzeach i ruinach. Druga – poprzez książki dotyczące widzianych miejsc. Te dwa widzenia, czy dwie metody, przeplatają się ze sobą.
13 czerwca 1960 poeta zawarł umowę z wydawnictwem Czytelnik na edycję książki. Zanim jeszcze doszło do wydania zbioru, poszczególne eseje ukazywały się w latach 1960–62 w czasopismach: „Twórczość”, „Więź” i „Tygodnik Powszechny”. Książka ukazała się w grudniu 1962. Dwa lata później ukazało się II wydanie w Czytelniku, a potem kolejne w tym wydawnictwie i innych.

## Zawartość
Na zbiór składa się 10 szkiców:
- Lascaux (o malowidłach prehistorycznych w jaskini w Lascaux)
- U Dorów (o doryckich świątyniach w Paestum)
- Arles (o zabytkach Arles)
- Il Duomo (o katedrze w Orvieto)
- Siena (o zabytkach i historii Sieny)
- Kamień z katedry (o gotyckich katedrach)
- O albigensach, inkwizytorach i trubadurach (albigensi, inkwizycja i trubadurzy)
- Obrona Templariuszy (o Templariuszach)
- Piero della Francesca (o malarstwie Piero della Franceski)
- Wspomnienia z Valois (o Chantilly, Senlis, Chaalis i Ermenonville)

Książka została przetłumaczona na inne języki, m.in. na angielski (Barbarian in the garden) i niemiecki (Ein Barbar in einem Garten).
Kolejne tomy szkiców Herberta o kulturze europejskiej to: Labirynt nad morzem i Martwa natura z wędzidłem.